# Abderrahmane Nasri
Pour les articles homonymes, voir Nasri.
Abderrahmane Nasri, né le 4 juin 1949 à Tunis, est un footballeur tunisien qui joue au poste d'attaquant.
Il évolue durant toute sa carrière en tant que milieu offensif au sein du Club africain.

## Palmarès
- Champion de Tunisie : 1973, 1974, 1979
- Vainqueur de la coupe de Tunisie : 1969, 1970, 1972, 1973, 1976
- Vainqueur de la coupe du Maghreb des vainqueurs de coupe : 1971
- Vainqueur de la coupe du Maghreb des clubs champions : 1974, 1975, 1976